# (15680) 1981 EV7
A (15680) 1981 EV7 a Naprendszer kisbolygóövében található aszteroida. Schelte J. Bus fedezte fel 1981. március 1-jén.